# Старохвалынский
Старохвалынский (баш. Иҫке Хвалын) — хутор в Кугарчинском районе Республики Башкортостан Российской Федерации. Входит в состав Новопетровского сельсовета. 

## География

### Географическое положение
Расстояние до:
- районного центра (Мраково): 13 км,
- центра сельсовета (Саиткулово): 2 км,
- ближайшей ж/д станции (Мелеуз): 80 км.

## Население
| 2002 | 2009 | 2010 |
| ---- | ---- | ---- |
| 10   | ↗12  | →12  |

Национальный состав
Согласно переписи 2002 года, преобладающая национальность — русские (100 %).